# Тріумфальна арка (Пхеньян)

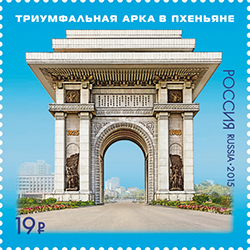
Пхеньянська тріумфальна арка на поштовій марці РФ, 2015, (ЦФА [АТ "Марка"] № 1991)

Тріумфальна арка (кор. 개선문, 凱旋門, Кесонмун) — пам'ятник, побудований в Пхеньяні на честь Корейського опору 1925-1945 проти японських окупантів.
Побудована в 1982 біля підніжжя пагорба Моранбон у центрі столиці КНДР, щоб прославляти та вшановувати роль Кім Ір Сена у боротьбі з японською окупацією. Офіційне відкриття відбулося з нагоди сімдесятиріччя Кім Ір Сена. Кожен блок цієї арки повністю зроблений із білого граніту, а кількість самих блоків у ній становить 25 500, які символізують кількість днів життя Кім Ір Сена.
Створена за зразком Паризької тріумфальної арки, яка трохи більша за останню. Ця найвища тріумфальна арка у світі, висота якої складає 60 м, а ширина - 50 м. Арка має дюжини кімнат, балюстрад, платформ для спостережень і ліфтів. Вона також має 4 склепінчасті брами, кожна з яких має висоту у 27 м, прикрашені азаліями, які виковані на обхватах воріт. На арці написаний текст «Пісні про полководця Кім Ір Сена» — революційний гімн, в якому йдеться про те, що Кім Ір Сен у 1925 вирушив боротися за національну незалежність Кореї від японської окупації, а в 1945 Корея була звільнена.